# Klaus Meyer (Historiker)

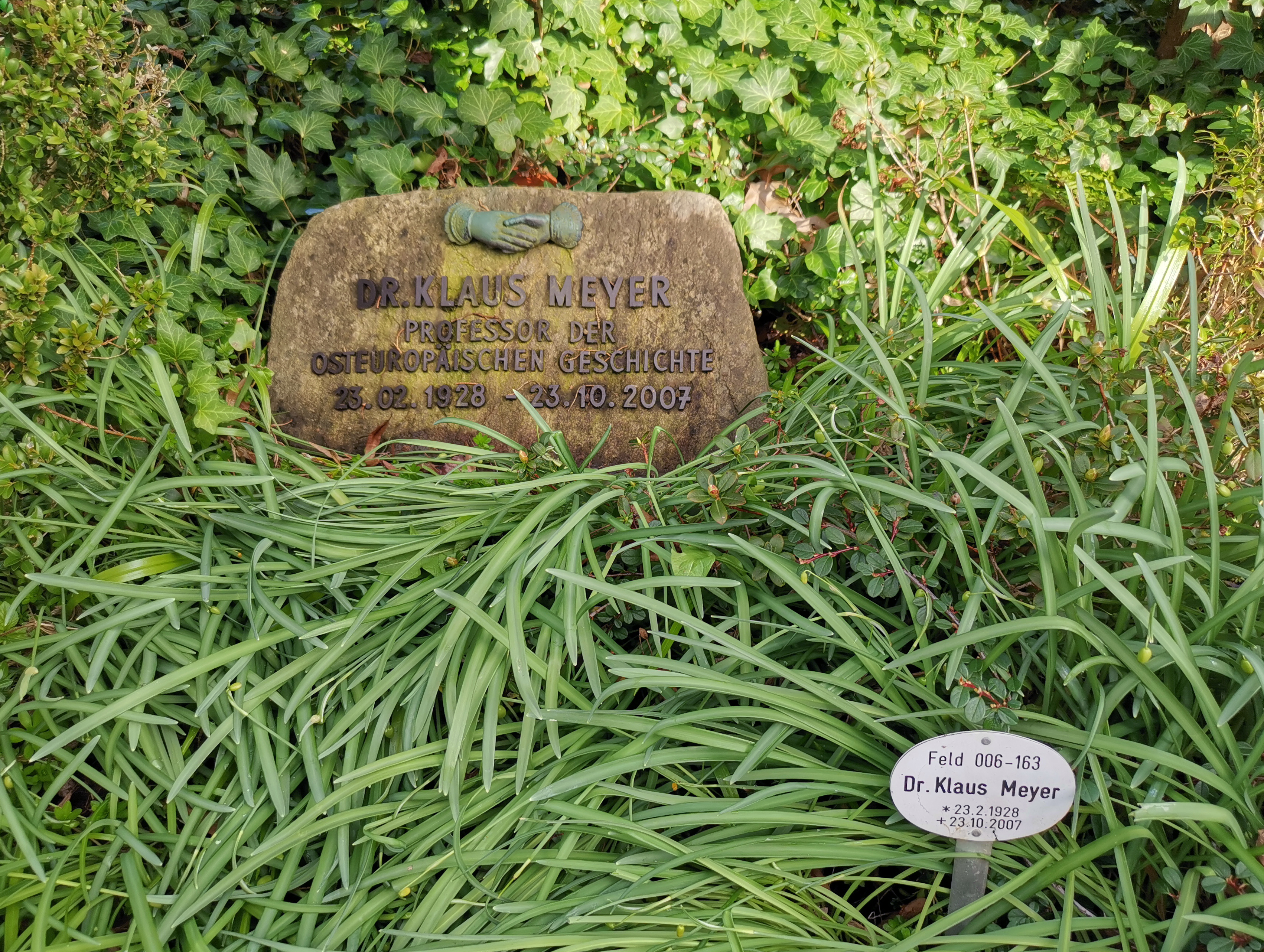
Grab auf dem Friedhof Berlin-Dahlem

Klaus Meyer (* 23. Februar 1928 in Rendsburg; † 23. Oktober 2007) war ein deutscher Historiker und Professor für osteuropäische Geschichte an der FU Berlin.

## Leben
Klaus Meyer war der Sohn eines Beamten. Als 17-jähriger Abiturient leistete er Reichsarbeitsdienst in einer Abteilung, aus der am 20. April 1945 eine Infanterie-Division aufgestellt wurde. Nach kurzen Kampfhandlungen geriet Meyer in sowjetische Kriegsgefangenschaft, aus der er 1947 entlassen wurde. Er studierte ab 1949 Geschichte und Literaturwissenschaften in Kiel, Hamburg (bei Paul Johansen) und Berlin. In Hamburg wurde er am 24. Mai 1956 zum Dr. phil. promoviert. Von 1957 bis 1993 war Meyer an der FU Berlin tätig. 1961 wurde er dort Akademischer Rat, 1971 folgten die Habilitation und seine Berufung zum Professor für osteuropäische Geschichte. 1980 wurde er  ordentliches Mitglied der Baltischen Historischen Kommission.
Klaus Meyer war seit 1965 verheiratet mit Helga, geb. Harder, und hatte zwei Kinder.

## Schriften (Auswahl)
- Theodor Schiemann als politischer Publizist. Frankfurt am Main 1956, OCLC 1132607314.
- Die sowjetische Bildungspolitik seit 1917. Dokumente und Texte. Heidelberg 1961, OCLC 770527801.
- Das wissenschaftliche Leben in der UdSSR. Essen-Bredeney 1963, OCLC 633065275.
- Rußland – vertraute Fremde. Neues und Bleibendes in historischer Perspektive. Ausgewählte Beiträge. Berlin 2008, ISBN 978-3-631-57453-9.